# Região do lago de Brodnica
Pojezierze Brodnickie – um mesorregião fisio-geografico (pojezierze) localizado na parte nordeste da voivodia Kujawsko-Pomorskie. Estende-se na bacia do Vístula e seus afluentes da margem direita: Skrywa, Drwęca e Osa. O eixo hidrográfico e o terreno de Drwęca - o afluente mais longo na margem direita da parte baixa do Vístula. A cidade maior da região é Brodnica. No mapa administrativa da Polônia, aproxidentamente, do Norte e Ocidente, pojezierze, faz fronteira com um condado de Nowomiejski e condado de Działdowo (a voivodia Warmińsko-Mazurskie), do Sudeste com um condado de Żuromin (a voivodia Mazowsze), do Sul com um condado de Rypiń, do Sudoeste com um condado de Golub-Dobrzyń, do Ocidente com um condado de Wąbrzeźno e do Noroeste com um condado de Grudziądz.

## Turística
Em pojezierze brodnickie ficam mais do que 100 lagos da superfície mais de um hectare. Predominam aqui lagos de caleira e muitos deles são ligados pelos cursos de água. O lago Wielkie Partęczyny é o reservatório maior na região (superfície de 324 ha). Toda região não é desenvolvida turisticamente.
Pojezierze nao e bom para os navegantes por causa da superfície pequena dos lagos e arredor com colinas e margens cheios de plantas altas (falta do vento). Nos muitos lagos não se pode usar um motor de combustão . Os lagos são ligados pelos rios Skarlanka e Drwęca o que faz a região atractivo para fazer canoagem. 
No território de Pojezierze fica o Parque Paisagístico de Brodnica com a sede em Grzemięca. Um passeio pelo parque possibilitam as trilhas aquáticas, montadas, para pedestrianismo e ciclovias.
No território do parque ficam também os monumentos da cultura material. Entre neles estão os restos de castro da Idade Média (os arredores do lago Strażym) como também uns objetos sacrais, da construção tradicional rural do século XVIII e XIX e complexo do palácio Jabłonowo Pomorskie.  

### Associação de Turismo de Pojezierze Brodnickie
Associação de Turismo de Pojezierze Brodnickie é uma organização non-profit da comunidade rural e pessoas que prestam os serviços a favor do desenvolvimento do campo e agricultura.

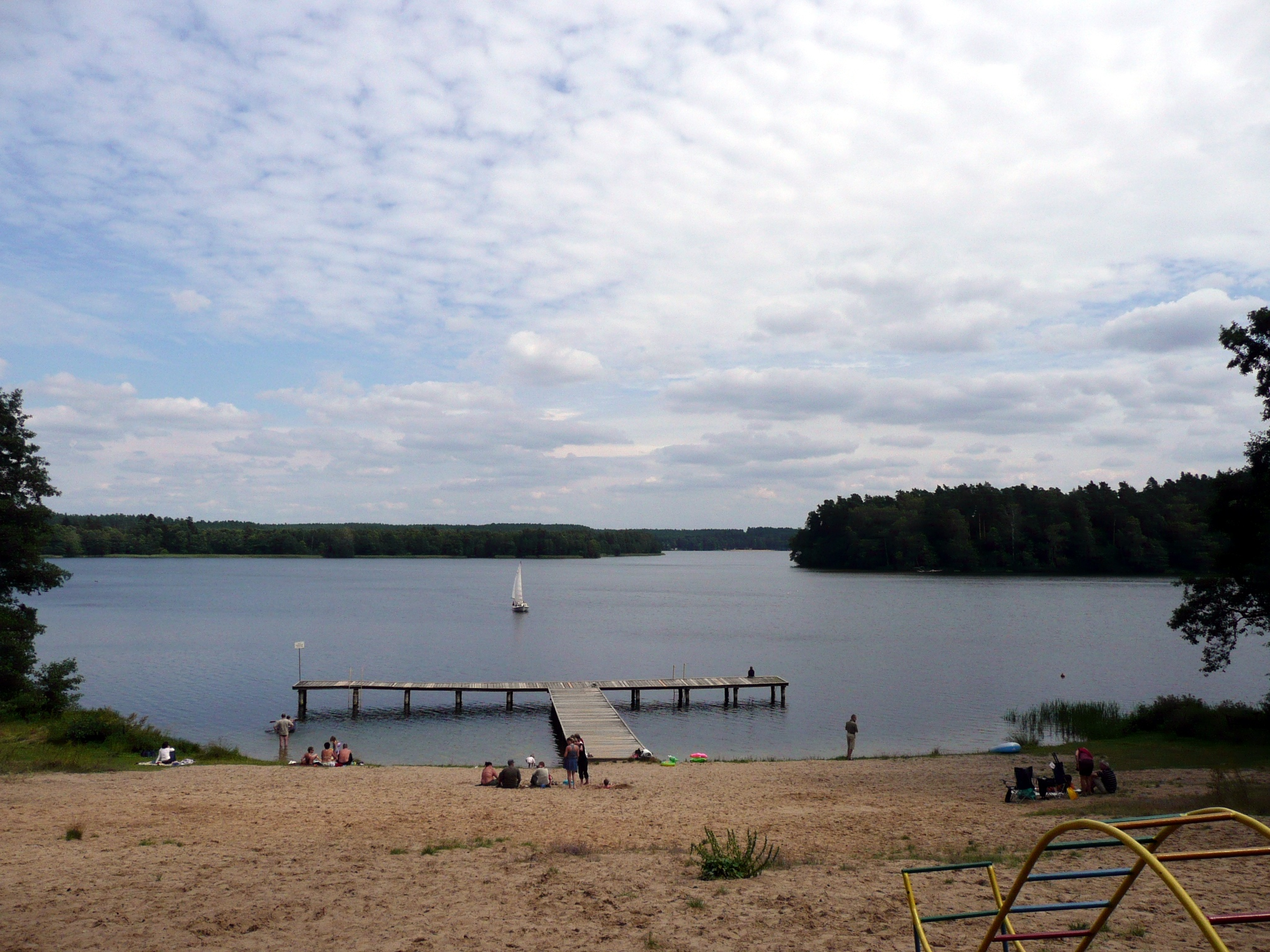
Lago Wielkie Partęczyny
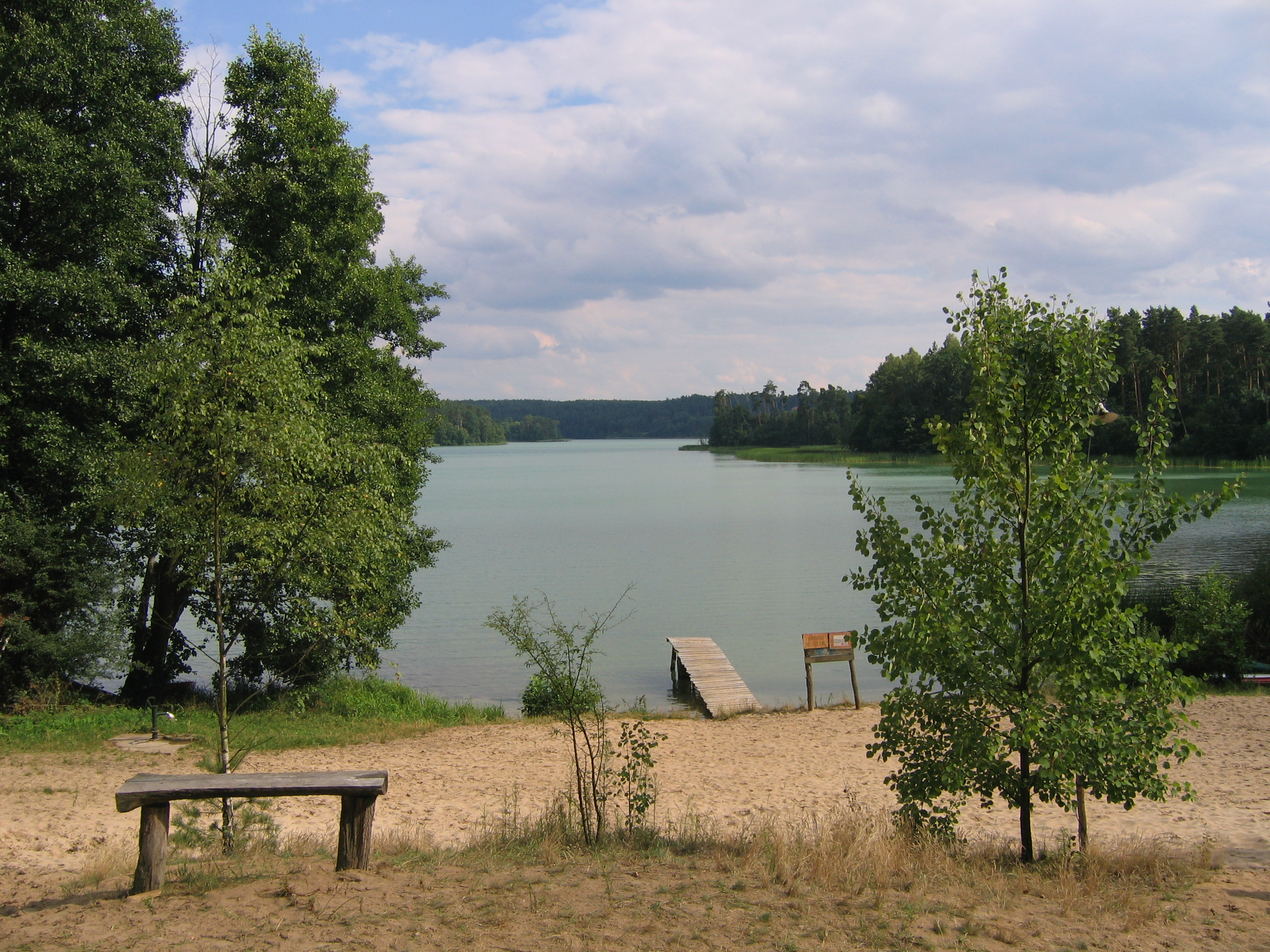
Lago Zbiczno
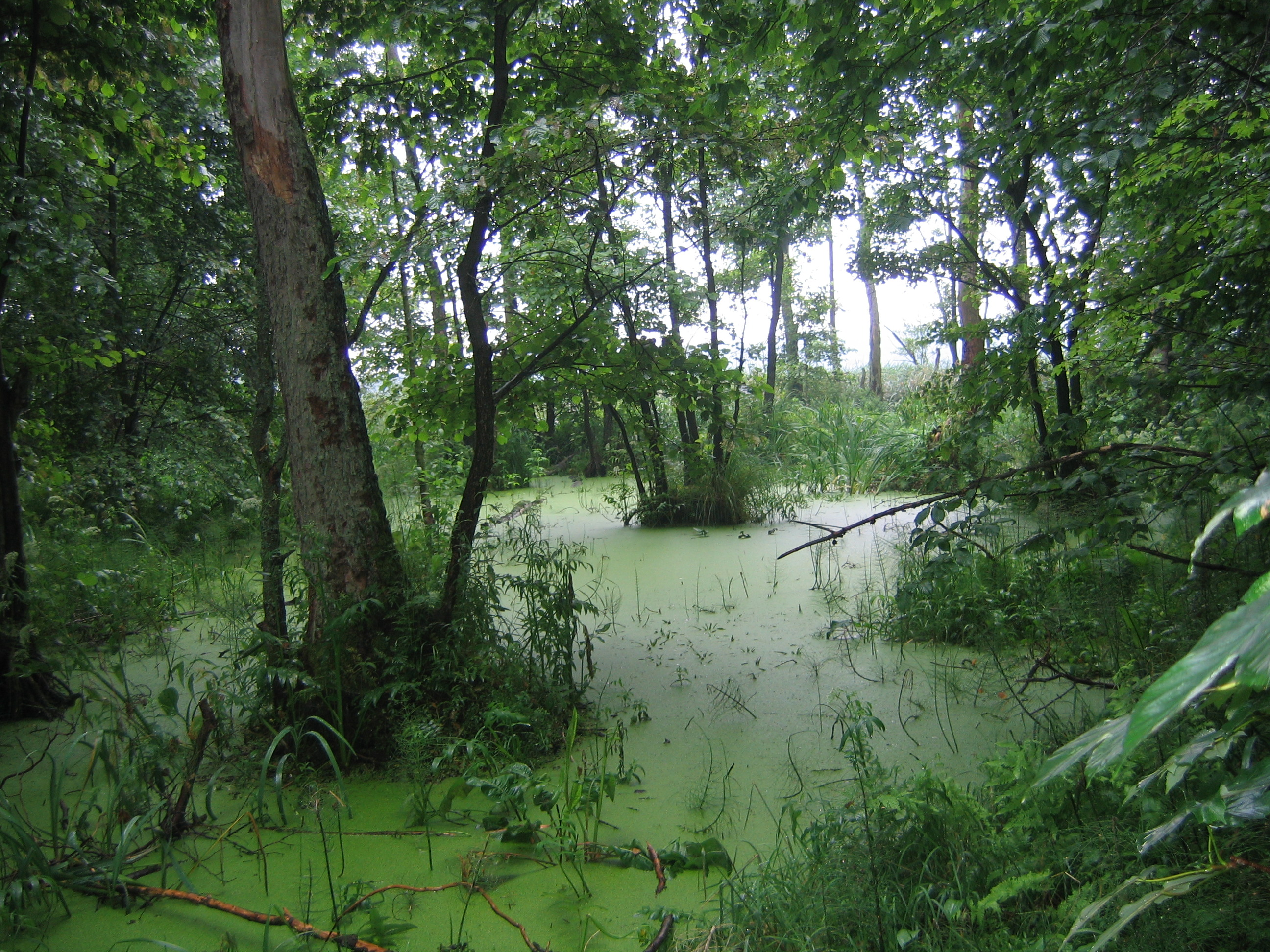
Lago Zbiczno
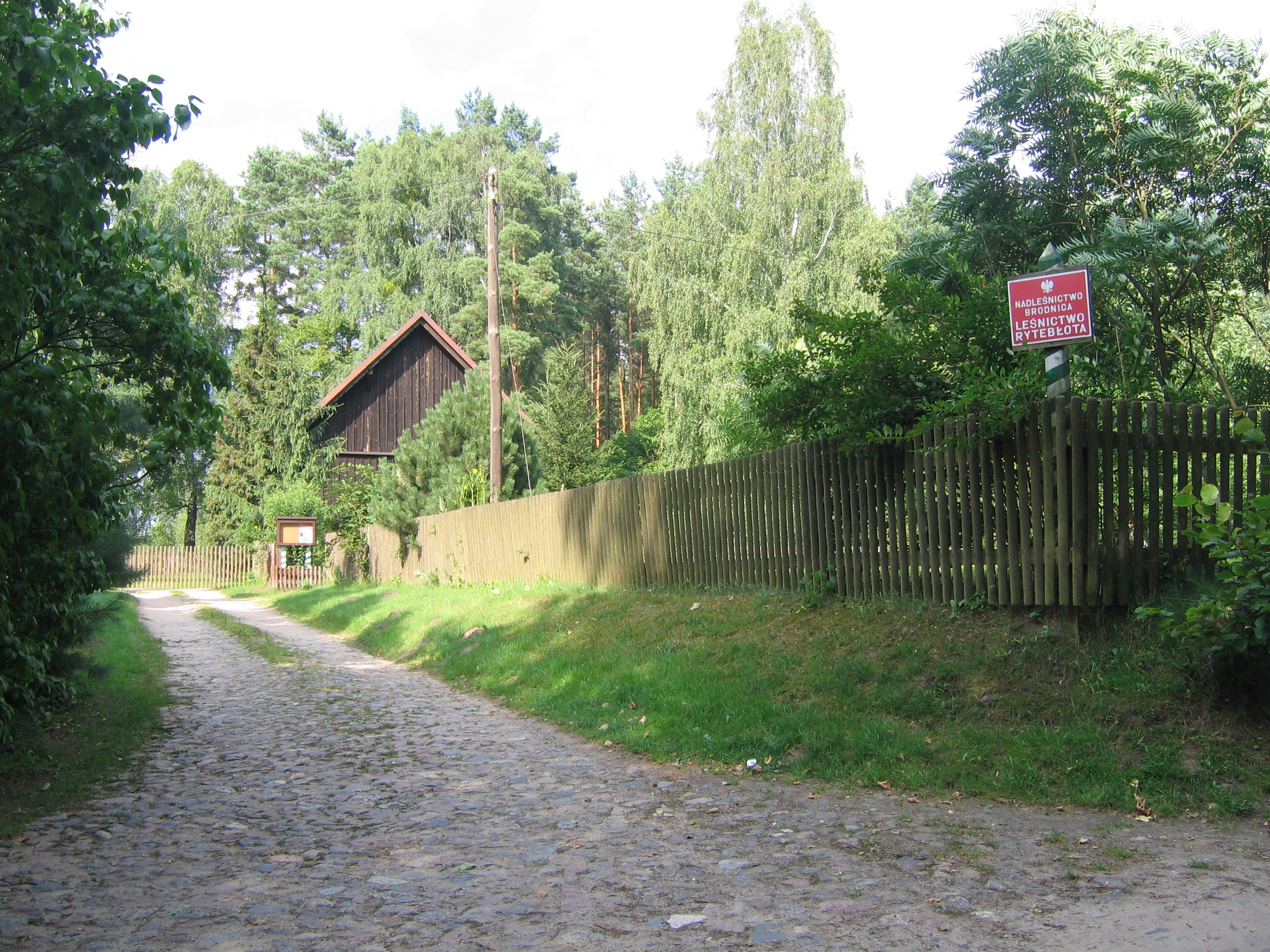
Rytebłota
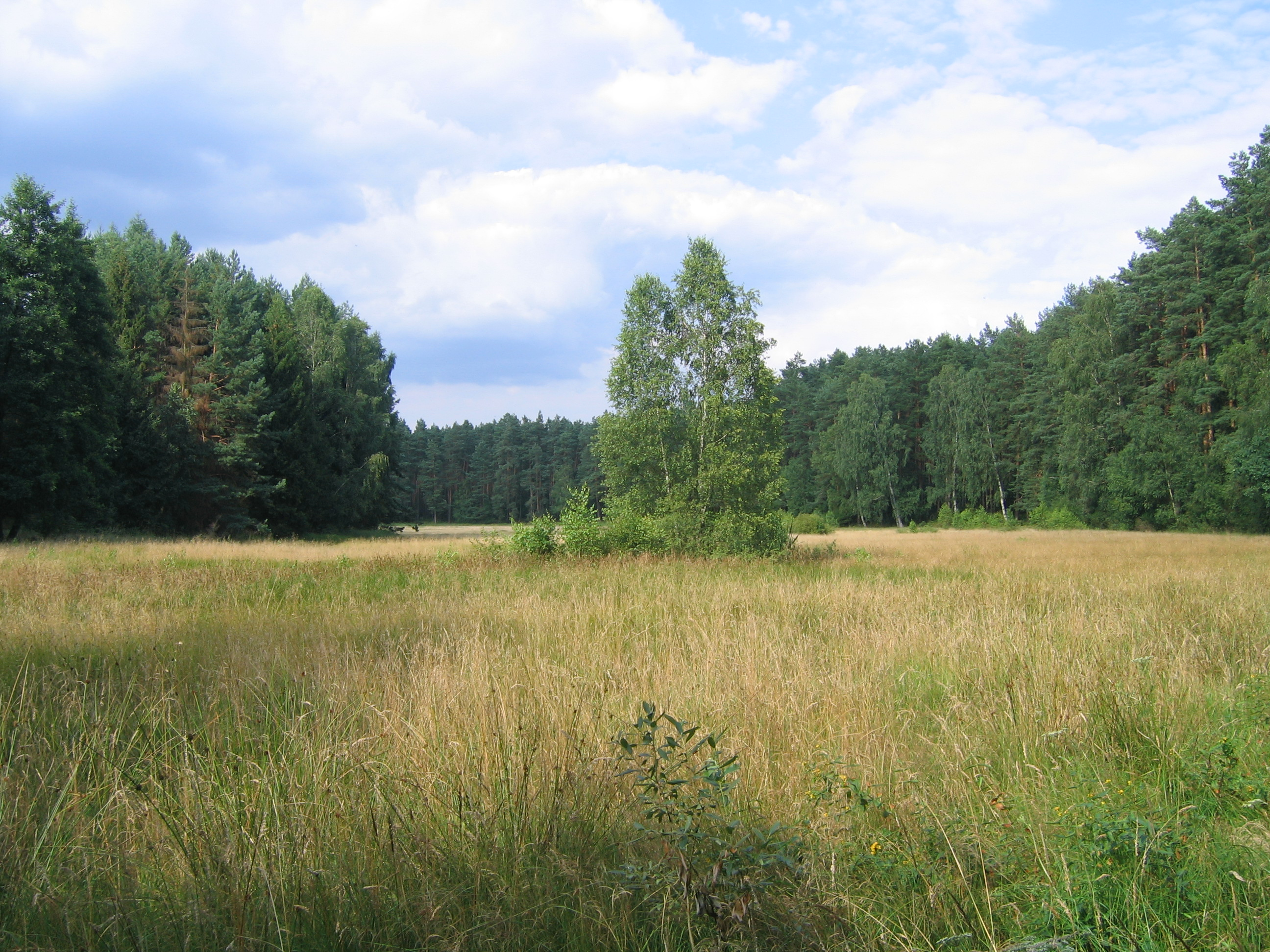
Parque Paisagístico de Brodnica na área do lago Zbiczno e uma aldeia Rytebłota